# Океанографічна енциклопедія
Океанографічна енциклопедія (англ. The Encyclopedia of Oceanography, рос. Океанографическая энциклопедия) — енциклопедія з океанографії видана у 1966 році в Нью-Йорку англійською мовою та у 1974 році в Ленінграді видавництвом «Гидрометеоиздат» російською мовою. Складена відомими науковцями розвинених країн, у тому числі Радянського Союзу, під редакцією Родса В. Фейбриджа. Наклад радянського видання — 11 500 екземплярів; роздрібна ціна — 5 карбованців 33 копійки.
Енциклопедія містить понад 200 статей, де наводяться сучасні відомості про Світовий океан: його гідрологію, геологію, гідробіологію, гідрохімію, мінеральні та енергетичні ресурси тощо, розглядаються водні маси, течії, припливи, хвилі, коливання рівня, морські льоди, оптика моря та гідроакустика, взаємодія океану та атмосфери, подано опис океанів, морів, великих заток і проток. Велику увагу в енциклопедії приділено питанням геології дна океанів і морів, що зумовлено новизною проблеми і зростаючим інтересом до мінеральних ресурсів Світового океану.